# In crudo
In crudo (łac. – w stanie surowym) – pojęcie stosowane wobec czasopism lub książek, które trafiały do handlu księgarskiego w postaci arkuszy zadrukowanych, ale nie sfalcowanych. Forma dystrybucji hurtowej najbardziej popularna w wiekach XVI i XVIII.
Pojęcie in crudo odnosi się zasadniczo do całego nakładu, podobnie jak in plano, natomiast pokrewne pojęcie in albis stosuje się wobec pojedynczych egzemplarzy.